# Язуча
Язуча — річка в Україні, у Конотопському районі Сумської області. Ліва притока Єзуча (басейн Дніпра).

## Опис
Довжина річки приблизно 15 км.

## Розташування
Бере початок у Салтиковому. Тече переважно на північний захід через В'язове і впадає у річку Єзуч, ліву притоку Сейму.